# Cima della Madonna
Cima della Madonna (2752 m n. m.) je hora nacházející se v horské skupině Pala di San Martino. Zejména díky své severozápadní stěně, takzvané Schleierkante, je Cima della Madonna považována za významnou horolezeckou lokalitu.

## Poloha a okolí
Cima della Madonna tvoří spolu se sousední horou Sass Maor na východě jižní konec centrální části horské skupiny Pala di San Martino. Nejvýznamnější obcí v blízkosti hory je San Martino di Castrozza na severovýchodě, na jihu leží Fiera di Primiero.

## Přístupnost
Základnou pro výstup na Cima della Madonna je nedaleké Rifugio Velo della Madonna. I normální výstup na Cima della Madonna vyžaduje horolezecké schopnosti obtížnosti IV (UIAA). Vede ze sedla mezi Cima della Madonna a Sass Maor východní stranou na vrchol a používá se i pro sestup.
Cima della Madonna se stala v horolezeckých kruzích známou a proslulou díky své severozápadní stěně Schleierkante, která je často považována za jeden z nejkrásnějších výstupů střední obtížnosti v Dolomitech, ne-li v celých vápencových Alpách.
Další přístupové cesty v severní stěně dosahují obtížnosti až 6b+, v západní stěně jsou výstupy až do stupně VII. Na jihozápadní a jižní stěně jsou cesty do obtížnosti 6b+. V západním úpatí hory nad chatou Velo se nalézají kratší cesty pro sportovní lezení.

## Historie
První výstup na Cima della Madonna uskutečnili 12. srpna 1886 Georg Winkler a Alois Zott, a to v podstatě po dnešní normální trase. Dne 19. července 1920 uskutečnili Gunther Langes a Erwin Merlet prvovýstup na Schleierkante, která se následně stala jedním z nejpopulárnějších horolezeckých výstupů na světě.
Ve druhé polovině 20. století byly otevřeny četné cesty vyšších obtížností, například Via Messner (VI-) Reinholda a Günthera Messnerových v roce 1968. Nejvýznamnějším pozdějším horolezcem byl Maurizio Zanolla.

## Galerie

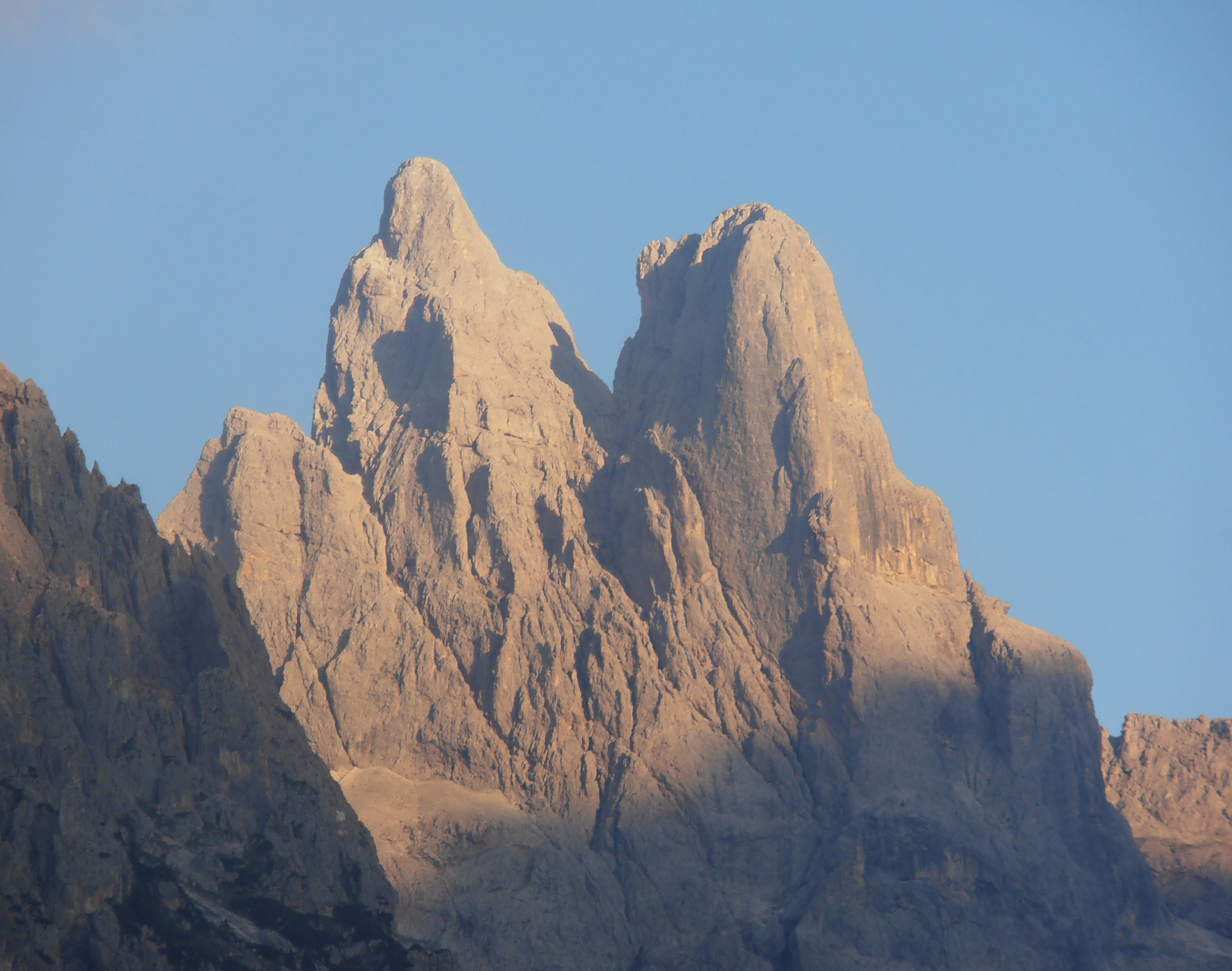
Sass Maor a Cima della Madonna
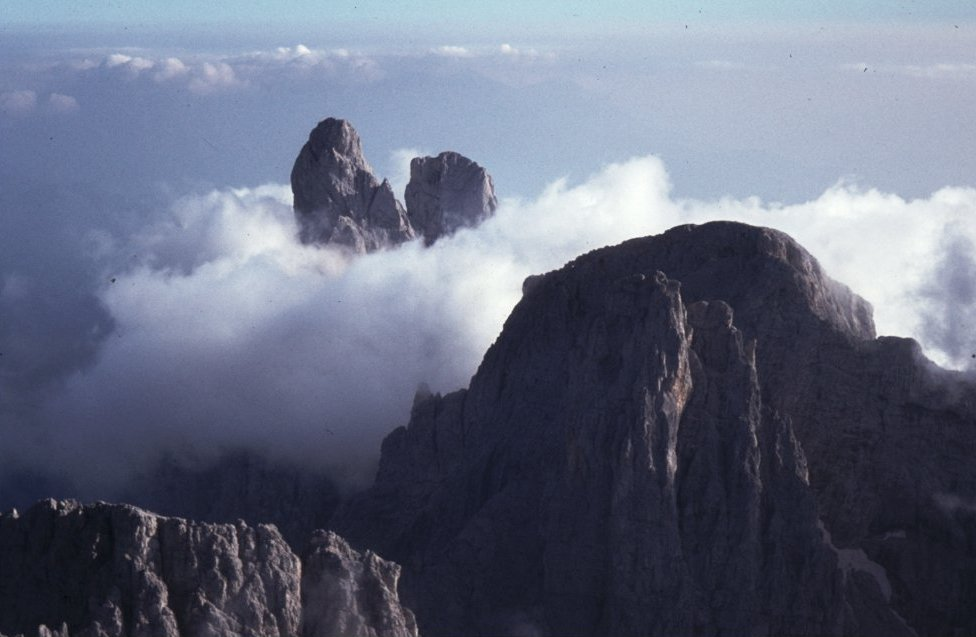
Sass Maor a Cima della Madonna
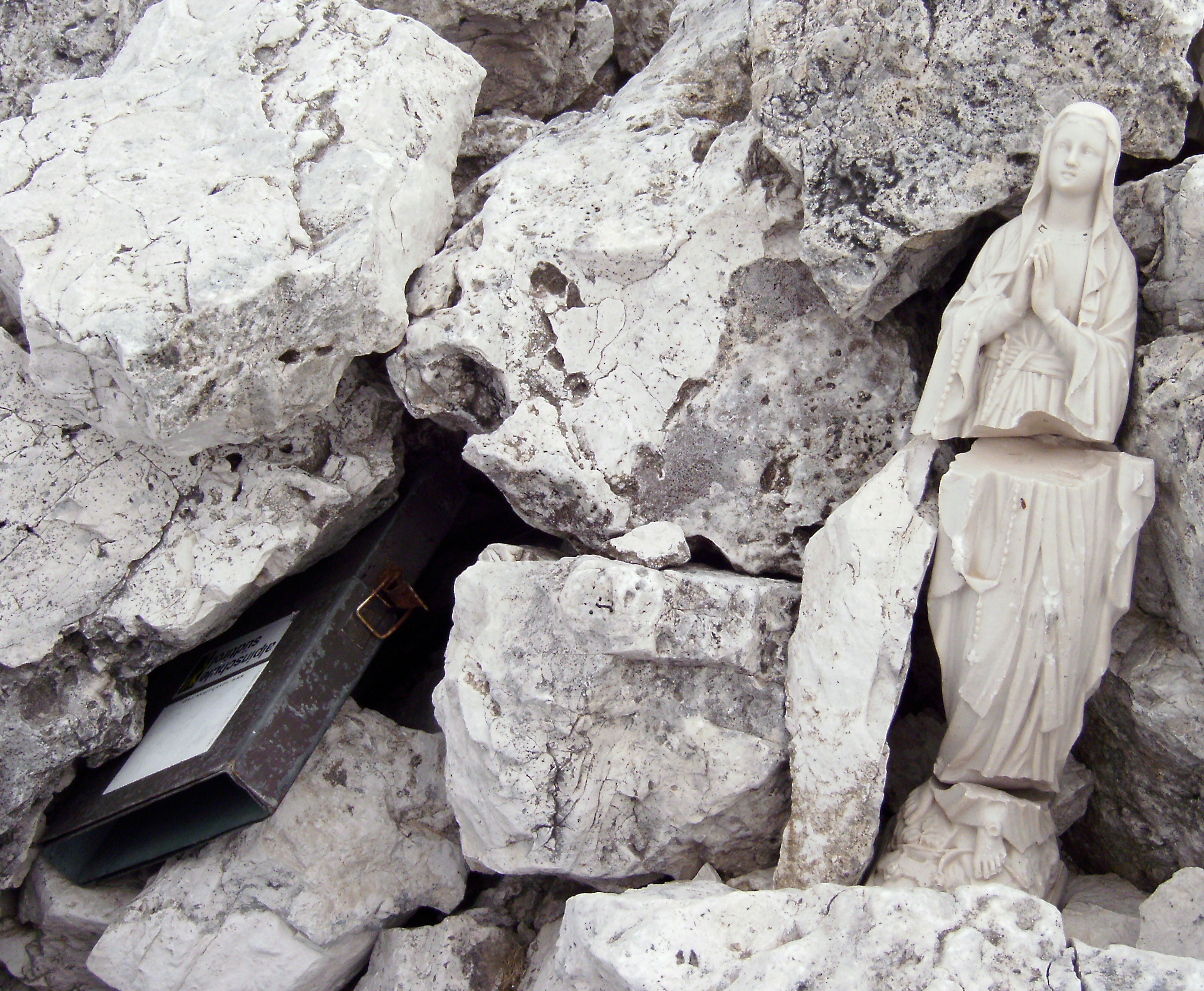
vrcholová kniha a soška Madony na vrcholu Cima della Madonna
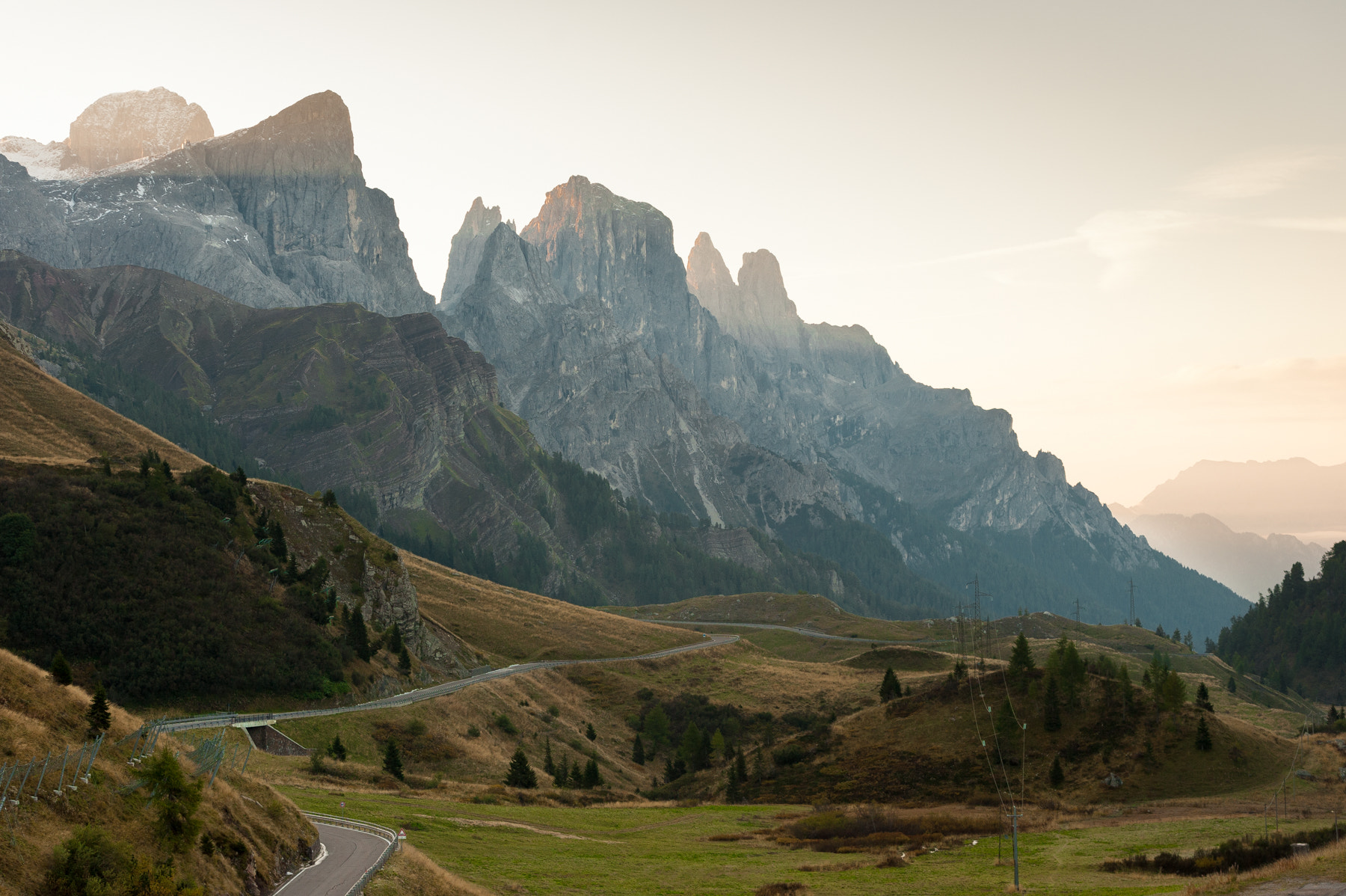
pohled z Passo Rolle